# 고조정
고조정(五條町)은 나라현 우치군에 설치되었던 정이다. 현재의 고조시 중심부에 해당한다.